# K'inich K'uk' B'alam II
K'inich K'uk' B'alam II ou K'inich K'uk Balam II foi um ahau ou dirigente maia do ajawlal de B'aakal, cuja sede era Lakam Tem', atualmente conhecida como a zona arqueológica de Palenque, no atual estado mexicano de Chiapas. Também é referido como Bahlum K'uk' II ou Mahk'ina Kuk. Seu nome pode ser traduzido como Grande Sol Quetzal Jaguar ou Radiante Quetzal Jaguar. Governou do ano 764 ao 783.

## Registros biográficos
Foi filho de K'inich Ahkal Mo' Naab III e Ix Men Nik, também conhecida como Ix Sajal Juj. De acordo às inscrições encontradas em Palenque, seu antecessor pôde ter sido Upakal K'inich Janaab' Pakal de quem se desconhece data final de governo; no entanto, em Pomoná encontrou-se uma inscrição datada no ano 751 que refere a um governante palencano designado como K'inich Kan B'alam III.
De acordo à conta longa do calendário maia, K'inich K'uk' B'alam II foi entronado em 9.16.13.0.7 9 manik 15 uo, isto é, 4 de março dw 764. Durante seu governo foram talhados o tablero dos 96 glifos e o tablero da criação. Ambos pertencentes ao Período Clássico tardio, são considerados os melhores feitos escultóricos de glífos maias pela facilidade e precisão com a que parecem ter sido talhados os blocos de pedra. No tablero dos 96 glifos encontra-se escrita a cronologia dinástica de Palenque a partir de K'inich Janaab' Pakal.  O sucessor de K'uk B'alam II foi Wak Kimi Janaab' Pakal.